# Trampvals
Trampvals är en variant på springvals, allmänt dansad i Silvbergs socken samt Gustafs och Stora Skedvi socken i början på 1900-talet. Silvbergs socken och Stora Skedvi socken ingår idag i Säters kommun i Dalarna. Trampvals har under samma period även dansats i Gästrikland och norra Värmland.
Dansen är upptecknad efter Ragnar "Ragge" Eriksson, född 1928 (död 25 maj 2012), under många år dansledare i Säters Folkdanslag.  Trampvals dansas med mycket korta snabba steg med skosulorna nära golvet så att paret kommer runt ett varv på två takter.  Med mycket korta menas här att stegen inte är längre än cirka en halv till en fotlängd.  Man räknar 1, 2, 3, 4, 5,6; dvs. man räknar på alla taktdelar. På 6:an (vänster fot) och 1:an (höger fot) behåller kavaljeren klacken i golvet, lyfter fotsulan någon millimeter från golvet och fortsätter att vrida foten i rotationsriktningen.  
Damen har exakt samma steg som kavaljeren, fast förskjutna tidsmässigt en takt. När dansen börjar så står kavaljeren till vänster om damen och dansar under de första tre stegen upp framför damen så att han får ryggen i dansriktningen och omdansningen kan fortsätta medsols.  Om hoppar damen över den första takten så blir det rätt förskjutning. Vill paret rotera motsols så används samma typ av steg fast spegelvänt. I följande takter skall kavaljerens högerfot på det tredje steget av sex sättas ned så att foten, då den sätts i golvet, pekar cirka 45 grader åt höger i förhållande till dansriktningen.  
Till skillnad från andra valser så sätter man inte ihop fötterna på någon taktdel.  Dansen har gissningsvis fått sin form av att man haft ett trångt dansgolv, till ex i ett kök,  som inte medgav att man tog längre danssteg. 
Trampvals är inte fysiskt krävande men kräver en del övning innan man hittar rätt balans så att man klarar av att göra stegen i rätt tempo. Nybörjare gör ofta misstaget att ta för långa steg.    

## Fattning
Ungefär som de flesta andra valser, fast enligt Ragnar Eriksson, med några viktiga skillnader. Paret skall dansa närmare varandra än i många andra varianter på vals. Kavaljeren håller upp sin vänstra hand och damen sin högra hand; paret trycker sedan kavaljerens vänstra underarm mot damens högra underarm med underarmarna i nästan vertikalt läge,  kavaljerens vänstra handflata skall hållas mot damens högra handflata.  
Detta ger möjlighet till två olika fattningar. Kavaljeren kan hålla sin vänstra handflata och damen sin högra vänd mot egen axel eller också kan kavaljer och dam hålla handflatorna vända från egen axel. På DVD-filmen med Ragge används det första alternativet.

## Musik
Musiken kan gärna vara en vals med många åttondelar i raskt tempo, en beskrivning som passar på många så kallade spelmansvalser från slutet av 1800-talet, spelad utan överdriven betoning eller förlängning av ettan i varje takt.